# Bachlauf der Warme von Ehlen bis Liebenau
Bachlauf der Warme von Ehlen bis Liebenau este o arie protejată (arie specială de conservare — SAC, sit de importanță comunitară — SCI) din Germania întinsă pe o suprafață de 72,81 ha, integral pe uscat.

## Localizare
Centrul sitului Bachlauf der Warme von Ehlen bis Liebenau este situat la coordonatele 51°22′38″N 9°17′54″E / 51.3772°N 9.2983°E.

## Înființare
Situl Bachlauf der Warme von Ehlen bis Liebenau a fost declarat sit de importanță comunitară în noiembrie 2004 pentru a proteja 2 specii de animale. Situl a fost protejat și ca arie specială de conservare în martie 2008.

## Biodiversitate
Situată în ecoregiunea continentală, aria protejată conține 3 habitate naturale: Cursuri de apă de la nivel de câmpie la nivel montan, cu vegetație Ranunculion fluitantis și Callitricho-Batrachion, Liziere de ierburi înalte hidrofile de câmpie și de nivel montan până la alpin, Păduri aluvionare cu Alnus glutinosa și Fraxinus excelsior (Alno-Padion, Alnion incanae, Salicion albae).
La baza desemnării sitului se află mai multe specii protejate de  păsări (2): pescăruș albastru (Alcedo atthis), ciocănitoare verzuie (Picus canus).